# Gong Qiuxia
Gong Qiuxia (cinese tradizionale: 龔秋霞; cinese semplificato: 龚秋霞; pinyin: Gōng Qiūxiá; Jiangsu, 4 dicembre 1918 – 7 settembre 2004) è stata una cantante e attrice cinese, famosa star cinematografica.
Negli anni '40, divenne una delle Sette grandi star del canto.

## Biografia
Nel 1933, la cantante ha viaggiato in tutto il Sudest asiatico come parte della Plum Flower Troupe (梅花歌舞团) di Shanghai. Una delle rappresentazioni teatrali alle quali ha preso parte è stata "I cinque generali tigre" (五虎将).

## Carriera
Nel 1936, Gong ha recitato nel suo primo film, 父母子女. Nel 1937 ha recitato in 压岁钱, entrando a tutti gli effetti nel mondo del cinema. Il ruolo con il quale è stata riconosciuta dal grande pubblico è quello di una casalinga matura.
Dal 1938 al 1980 ha recitato in un gran numero di film, tra i quali "四千金" (Quattro figlie) le ha procurato il soprannome di "sorellona".
Negli anni '30 è stata riconosciuta come una delle tre cantanti mandopop più in auge, insieme a Zhou Xuan e Bai Hong.
È morta nel 2004.

## Filmografia
- 父母子女 (1936)
- 永远的微笑, 压岁钱, 古塔奇案, 四千金 (1937)
- 孤儿救母记, 恐怖之夜 (1938)
- 歌声泪痕, 播音台大血案 (1939)
- 鸾凤和鸣, 大地之花, 花溅泪 (1941)
- 蔷薇处处开, 黑夜魔影, 恨不相逢未嫁时, 博爱四姊妹, 浮云掩月 (1942)
- 千金怨, 难兄难弟, 激流, 夜长梦多, 来日方长, 京华旧梦, 凯风 (1943)
- 万户更新, 大地之花 (1945)
- 芦花翻白燕子飞 (1946)
- 四美图, 春花秋月 (1947)
- 花街荡妇, 心血, 染红海棠, 一代妖姬路 (1949)
- 南来雁, 新红楼梦, 狂风之夜, 禁婚记 (1950)
- 中秋月娘, 惹门, 不知道的父亲 (1951)
- 白日梦, 儿女经深闺, 梦里人, 寸草心 (1952)
- 水红菱, 都会交响曲, 姊妹曲, 大儿女经 (1953)
- 少女的烦恼, 我是一个女人, 女子公寓, 阖第光临, 孔雀开屏, 一年之计 (1955)
- 红颜劫, 男大当婚 (1956)
- 春归何处, 香喷喷的小姐, 王老五之恋, 眼儿媚, 未出嫁的妈妈, 情窦初开 (1957)
- 锦上添花, 有女怀春, 笑笑笑少年游, 春到海滨, 金屋梦, 豆蔻年华 (1958)
- 十七岁, 同命鸳鸯, 脂粉小霸王 (1959)
- 雷雨, 鸳梦重温, 雪地情仇 (1960)
- 美人计, 糊涂姻缘, 含苞待放 (1961)
- 沧海遗珠, 三笑 (1962)
- 龙凤呈祥, 椰林双妹, 合家欢 (1963)
- 小忽雷, 双枪黄英姑 (1965)
- 社会栋梁, 迎春花 (1966)
- 铁脚马眼神仙肚 (1978)
- 胭脂 (1980)